# Dionisie Eclesiarhul
Dionisie Eclesiarhul (numele monahal al lui Dumitru) (n. c.1740, Stoenești-Vâlcea, sau, după alte surse, 1759, probabil la Pietrari-Vâlcea – d. 1820, Craiova) a fost un călugăr, caligraf și cronicar din Țara Românească.

## Biografie
S-a născut într-o familie de origine modestă pe la 1740 în satul vâlcean Stoenești sau, după alte surse, în 1759 în satul vâlcean Pietrari. Părinții săi se numeau Alexie și Aspazia; mama sa se va călugări ulterior sub numele Anastasia. A purtat probabil numele de mirean Dumitru.
A urmat o școală din sat sau una mănăstirească (probabil la școala Schitului Pietrari). S-a căsătorit și a fost hirotonit preot de mir în Episcopia Râmnicului, dar a rămas văduv de timpuriu. Se afla în 1766 la Mănăstirea Horezu, unde venise să se călugărească la îndemnul episcopului Grigorie Socoteanu și semna Popa Dumitru de la Episcopia Râmnicului sau Dimitrie Râmniceanu. S-a călugărit sub numele Dionisie prin 1769 probabil la Mănăstirea Horezu. Prin anii 1770-1771 apare ca egumen al Mănăstirii Arnota, dar este înlăturat după retragerea lui Grigorie Socoteanu din scaunul de mitropolit al Ungrovlahiei. Trece pe la mănăstirile Tismana, Cozia și Govora, unde deprinde caligrafia și pictura bisericească
A fost chemat în 1786 la Râmnic de către episcopul Filaret, fiind numit în funcția de eclesiarh al Episcopiei Râmnicului Noul Severin. Episcopul i-a prețuit talentul de caligraf și cunoștințele de slavonă, turcă și rusă, însărcinându-l să scrie condica episcopiei și a metocurilor ei.
După începerea Războiului Ruso-Austro-Turc (1787–1792) și ocuparea Țării Românești de către austrieci (1788), îl însoțește în pribegie, împreună cu Naum Râmniceanu, pe episcopul Filaret, călătorind în Banat, Transilvania și Ungaria, consemnând în cronica sa periplul său prin orașele Orșova, Mehadia, Lugoj, Caransebeș și Timișoara, menționând că a văzut cetatea Petrovaradin, orașul Šabac și palatul lui Matei Corvin din Buda. S-a întors la Râmnic înaintea păcii de la Șiștov (1791), dar a fost înlăturat după 1792 de noul episcop Nectarie, de origine greacă, semnând din 1795 ca biv-eclesiarh.
Și-a petrecut cea mai mare parte a vieții în mănăstirile din Oltenia, unde a alcătuit condici și a studiat colecțiile de documente. A viețuit la mănăstirea Gănescu din Craiova, apoi la mănăstirea Bistrița (1795-1799), devenind apoi egumen al schitului Mănăilești (c. 1799 - c. 1801) și eclesiarh la Mitropolia Ungrovlahiei (1804-1812), unde a organizat o școală de caligrafi și arhivari și a condus tipografia (1809). După alegerea lui Nectarie ca mitropolit al Ungrovlahiei în decembrie 1812, s-a retras la Craiova, unde a fost dascăl de limba slavonă și traducător de documente. A murit bătrân și sărac la Craiova în 1820, probabil în casele Bisericii Brândușa, și a fost îngropat la această biserică.

## Activitatea cărturărească
Dionisie Eclesiarhul a desfășurat o îndelungată activitate de caligraf, copiind sau scriind el însuși mai multe pomelnice ctitorești și condici mănăstirești, pe care istoricul literar Dumitru Murărașu le consideră „greoaie”. Printre condicile și pomelnicele scrise de el sunt de menționat: pomelnicul mănăstirii Dobrușa (1777), condica Episcopiei Râmnicului (3 vol., 1786), condica mănăstirii Strehaia (1791), pomelnicul mănăstirii Titireciul din Ocnele Mari (1799), pomelnicul bisericii din satul Urșani (1804), pomelnicul bisericii din satul Simnicu de Jos (1814), hrisovul moșiei Rutești-Vâlcea (1815), pomelnicul mănăstirii Țânțăreni-Dolj (1816), condica vel paharnicului Constantin Almăjanu (1819). Alte manuscrise conțin condica mănăstirii Arnota (2 vol.), pomelnicul bisericii din Proeni-Vâlcea, condicile mănăstirilor Tismana (2 vol.), Obedeanu, Jitianu, Dintr-un Lemn și Govora și condica Mănăstirii Ungro-Vlahiei. Cele 25 de cronici cu interesante date istorice, scrise cu o caligrafie artistică și împodobite cu inițiale înflorate, scene și portrete, sunt păstrate în prezent la Arhivele Statului din București și la Biblioteca Academiei Române, reprezentând un bogat material documentar. A tradus din limba slavonă Calea împărătească a crucii Domnului și din limba germană Întâmplările războiului franțozilor și întoarcerea lor de la Moscva (Buda, 1814) și Vrednica de pomenire biruință (Buda, 1815).
Opera sa principală, Chronograful Țărei Rumânești de la 1764 până la 1815, a fost scrisă la Craiova în anii 1814-1815 și încheie ciclul cronicilor muntene, povestind întâmplări din ultima perioadă fanariotă și amintind domnitorii Nicolae Caragea, Mihai Suțu și Nicolae Mavrogheni. Cronica are un farmec special, stilul literar al lui Dionisie prevestind stilul savuros de exprimare al lui Ion Ghica și nararea în stil teatral a lui I.L. Caragiale. Cronicarul prezintă de-a valma într-un mod savuros evenimente importante și amănunte nesemnificative (include, printre altele, o listă de prețuri de la bou la puiul de găină), conturând imaginea unei epoci.
Istoricii literari care au analizat cronica lui Dionisie Eclesiarhul au constatat stilul naiv de interpretare a evenimentelor istorice. Rusia este privită cu simpatie și chiar cu admirație, dar cronicarul redă obiectiv starea deplorabilă a primei oști rusești sosită în Muntenia: „niște găinari cu arme chiloame, lănci, giumege și cu câte-o pușcă ruginită, și la altul fără oțele”. Cronicarul manifestă o atitudine dușmănoasă față de Napoleon, care este în opinia sa de neam „grec romeos”, care a trecut la legea papistașă și a luptat ca ofițer în armata nemțească, ajungând să fie apreciat abia în Franța, unde i-ar fi determinat pe „boieri” să-i elibereze pe „rumâni” (șerbii țării).
Dumitru Murărașu considera că Dionisie Ecleasiarhul era „lipsit de cultură și de spirit istoric, dar avem în el un povestitor care știe să mânuiască o limba destul de apropiată de aceea pe care o vorbea marea mulțime”. Cronicarul nu avea înțelegerea istorică a lui Ion Neculce, dar folosește un stil narativ volubil și savuros.

## Opera
- Chronograful Țărei Rumânești de la 1764 până la 1815, în Tesaur de monumente istorice, anul II, 1863, pp. 159-236 (ed. II, îngrijită și pref. de Constantin S. Nicolaescu-Plopșor, Tip. Vartolomei, Râmnicu-Vâlcea, 1934);
- Hronograf (1764-1815), transcriere după orig., indice și glosar de Dumitru Bălașa, studiu introductiv de Dumitru Bălașa și Nicolae Stoicescu, București, 1987.